# Hepatită A
Hepatita A (numită anterior și hepatita infecțioasă) este o boală infecțioasă acută  a ficatului cauzată de virusul hepatita A (HAV). Multe dintre cazuri nu au simptome sau au puține simptome mai ales în tineri. Durata dintre infecție și simptome, în persoanele care prezintă simptome, este între două și șase săptămâni. Atunci când se prezintă simptome, acestea de obicei se prezintă timp de 8 săptămâni și pot include: grețuri, vomă, diaree, piele gălbuie, febră și dureri abdominale. În jur de 10–15% dintre pacienți au simptome din nou pe o durată de șase luni după infecția inițială. Insuficiența hepatică acută se întâmplă foarte rar, fiind găsită mai des în bătrâni.
Hepatita A, cunoscută și sub denumirea de „boala mâinilor murdare”, este o boală acută infecțioasă, agentul patogen fiind virusul hepatitei A (HAV). Virusul este de tip ARN (monocatenar, picornavirus), fără capsulă, dar cu o capsidă proteică care învelește molecula de ARN. Acest virus se transmite cel mai des prin calea fecal-orală (prin mâncare sau apă infectate, sau direct de la un purtător). Aproximativ 10 milioane de oameni se infectează în fiecare an cu virusul hepatitei A. Perioada de incubație a virusului este între 2 și 6 săptămâni.

## Caracteristici generale
Hepatita A este o maladie auto-limitantă și acută (simptomele durează în jur de 2 luni, până când acestea dispar). Odată ingerat virusul, acesta intră în circulația sangvină traversând mucoasa digestivă la nivel intestinal și începând să se multiplice la nivelul intestinului subțire. Virusul este apoi transportat direct la ficat, unde pătrunde și se înmulțește în hepatocite și celulele Kupfer. Virionii sunt secretați în bilă și de aici ajung în fecale.

## Cauze
De obicei se răspândește prin a consumul de mâncare sau apă contaminată cu materie fecală infectată. Crustaceele care nu au fost gătite îndeajuns sunt o sursă comună. Se mai poate răspândi, de asemenea, și prin contact strâns cu o persoană infectată. În timp ce copiii de obicei nu prezintă simptome, ei tot pot răspândi boala. După o singură infecție o persoană este imună pe restul vieții. Diagnoza se face prin analize de sânge deoarece simptomele sunt similare cu cele prezente în alte boli. Este unul dintre cei cinci viruși cunoscuți de hepatita: A, B, C, D, și E.

## Simptome
Leziunile cauzate de virus sunt benigne (icter etc). Copiii sub 6 ani sunt de obicei asimptomatici, în timp ce la 70% din adulți boala prezintă simptome caracteristice:
- Oboseală
- icter (vizibil în special la nivelul sclerei, dar și în tegumente/mucoase)
- dureri de cap, febră
- dureri abdominale
- pierderea apetitului, vomă
- hepatomegalie
- urină închisă la culoare și fecale deschise la culoare.

## Prevenire și Tratament
Vaccinul pentru hepatita A este o metodă eficientă pentru prevenire. Anumite țări recomandă vaccinul de rutină pentru copii și cei cu un risc ridicat care nu au fost vaccinați. Pare a fi eficient pe viață. Alte măsuri de prevenție includ spălarea mâinilor și gătirea completă a alimentelor. Nu există un tratament specific, cu odihnă și medicamente pentru greață sau diaree recomandată în cazurile în care este nevoie. Infecțiile de obicei se rezolvă în totalitate și fără boală continuă la ficat. Tratamentul pentru insuficiență hepatică acută, dacă se întâmplă, consistă în transplant de ficat.

## Diagnostic
Perioada de incubare a virusului este între 2 și 6 săptămâni. Diagnosticul bolii se face după încheierea perioadei de incubare, prin detectarea în sânge a anticorpilor IgM specifici virusului hepatitei A (prezenți în sânge doar în perioada acută a bolii), prin metoda ELISA. Titrul anticorpilor IgM anti-VHA începe să crească în săptămâna a treia și a patra, ating maximul în săptămâna a șasea, după care încep să scadă treptat. Titrul anticorpilor IgG anti-VHA începe să crească la 5-6 săptămâni după infecție, menținându-se la o concentrație ridicată mulți ani și asigurând organismului protecția împotriva unei eventuale reinfectări cu virusul hepatitei A. Anticorpii IgG anti-VHA mai sunt prezenți și în serul celor care au fost imunizați prin vaccinare împotriva hepatitei A. 

## Epidemiologie

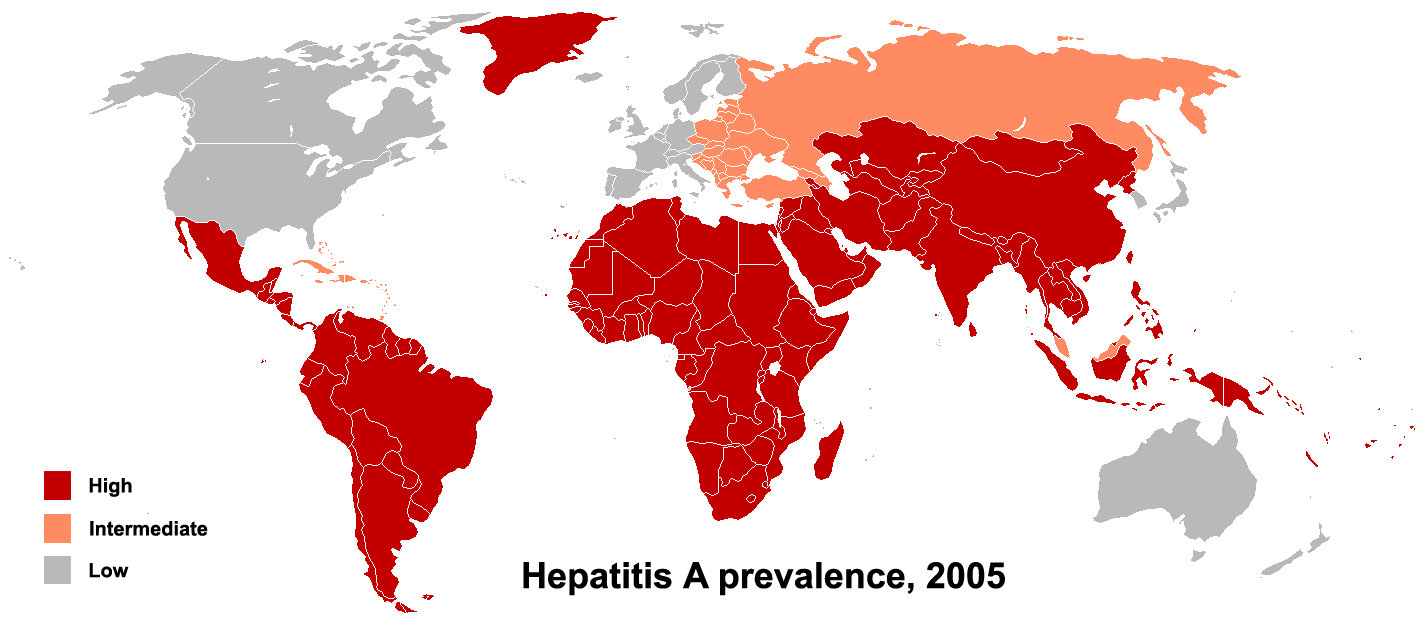
Distribuția geografică a hepatitei A (2005)

În jur de 1,5 milioane de cazuri simptomatice se întâmplă la nivem global în fiecare an cu probabil zeci de milioane de infecții de toate. Se găsește mai des în regiunile din lume cu igienă deficitară și insuficiență de apă. În  țările în curs de dezvoltare în jur de 90% din copii au fost infectați înainte de a împlini 10 ani așadar sunt imuni la maturitate. Aceasta apare adesea în epidemii în țările dezvoltate moderat în cazul în care copiii nu sunt expuse atunci când sunt tineri și nu există vaccinare pe scară largă. În 2010, hepatita A acută a dus la 102 000 de morți. Ziua Mondială a Hepatitei are loc în fiecare an pe data de 28 iulie pentru conștientizarea hepatitei virale.